# لوسیوس سپتیمیوس

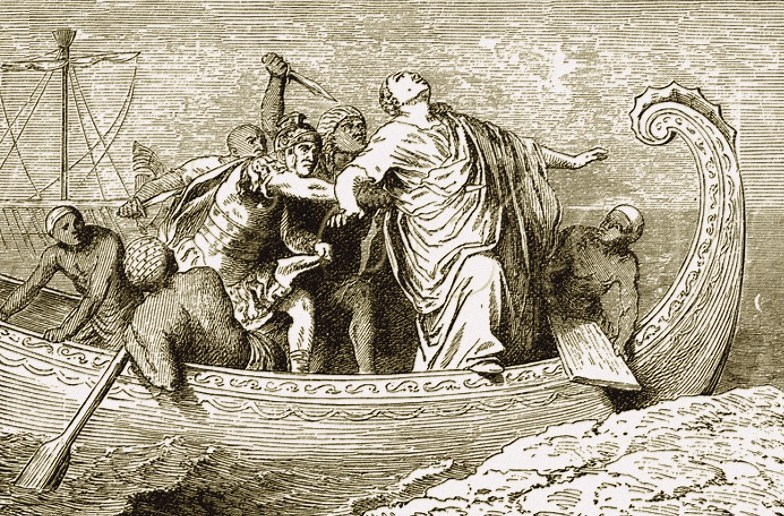
سپتیمیوس از پشت به گنایوس پومپیئوس کبیر خنجر می‌زند

لوسیوس سپتیمیوس (به لاتین: Lucius Septimius) یک سرباز و مزدور رومی بود که بیشتر به سبب مشارکت در قتل یکی از اعضای تریوم‌ویرات اول یعنی گنایوس پومپیئوس کبیر شناخته شده‌است. در هنگام ترور وی (سپتامبر ۴۸ پیش از میلاد) سپتیمیوس به عنوان یک مزدور در خدمت بطالسهٔ مصر بود. وی با فرمان کشتن پومپیئوس از سوی مشاوران بطلمیوس سیزدهم مأمور این‌کار شد، مشاورانی که در پی جلب رضایت ژولیوس سزار بودند.

## زندگی
لوسیوس سپتیمیوس تحت هدایت گنایوس پومپیئوس کبیر در طول جنگ پیراتی با دزدان دریایی در ۶۷ ق. م خدمت کرد، و پس از آن در ارتش آئولوس گابینیوس که بطلمیوس دوازدهم را در ۵۵ ق. م به تاج و تخت مصر بازگرداند، مشارکت داشت و پس از آن به عنوان فرمانده نیروی رومی مستقر در اسکندریه مصر موسوم به گابینیانی حضور داشت تا از پادشاه پشتیبانی و حفاظت کند. در کتاب سزار با عنوان در باب جنگ داخلی، مؤلف به وی درجه تریبون سربازان را نسبت می‌دهد. هنگامی که پومپیئوس پس از شکست در نبرد فارسال در ۴۸ ق. م به مصر گریخت امیدوار به کسب پشتیبانی و کمک گابینیانی‌ها و پادشاه جدید، بطلمیوس سیزدهم، بود چرا که گابینیانی‌ها قبلاً به پدر وی یعنی بطلمیوس دوازدهم در بازگرداندن تاج و تخت خود کمک کرده بودند، امّا خواجگان و مشاوران این پادشاه جوان پنداشتند که می‌توانند با کشتن پومپیئوس دل سزار را بدست آورند. ژنرال مصری آخیلیاس در معیت سپتیمیوس و نظامی دیگری به نام سالویوس در ساحل اسکندریه به دیدن وی رفتند. آنان با ظاهری دوستانه به وی خوش آمد گفتند و سپس در قایق وی را کشتند.
بر طبق آنچه هم پلوتارک و هم سزار می‌گویند، پومپیئوس به‌خاطر حضور سپتیمیوس اطمینان خاطر داشت، چرا که سپتیمیوس قبلاً در ارتش وی خدمت کرده بود و او را می‌شناخت، امّا همین سپتیمیوس بود که اولین خنجر را از پشت به وی زد و سپس دو تای دیگر نیز به وی پیوستند. سپتیمیوس سر پومپیئوس کبیر را از تن جدا کرد و انگشتر خاتم‌دار وی را برد. این قتل البته سزار را تسلی نداد و حتّی وی را به گریه انداخت و در جنگی که بر سر جانشینی در مصر درگرفت، نیروی گابینیانی طرف بطلمیوس سیزدهم را گرفت، در عوض سزار و لژیون‌هایش با کلئوپاترا، خواهر بطلمیوس سیزدهم، متحد شدند. سرنوشت سپتیمیوس معلوم نیست.

## در ادبیات
در ادبیات و نوشته‌های پس از وی، مرگ پومپیئوس را تنها به سپتیمیوس نسبت می‌دهند، یا حداقل مسئولیت اولیه چنین کاری را بر گردن او می‌اندازند. برای نمونه در شعر حماسی رومی به نام فارسالیا اثر مارکوس انایوس لوکانوس این حقیقت که سپتیمیوس، به عنوان یک شهروند رومی، با یک پادشاه بیگانه بند و بست داشته، همچون امری بس مذموم نشان داده شده‌است. لوکانوس سپتیمیوس را به عنوان الگوی مثالی یک خائن توصیف می‌کند: «سپتیمیوس در آینده چه آبرویی خواهد داشت؟ آنانی که اقدام بروتوس را یک جنایت می‌نامند، به این شرارت چه نامی خواهند داد؟»
در نمایشنامه آن یک شرور (حدود ۱۶۲۰ میلادی) اثر جان فلچر و ماسینگر، سپتیمیوس شخصیت محوری یا همان «شرور» نمایشنامه است. وی همچنین در نمایشنامه مرگ پومپه (۱۶۴۳) اثر پیر کورنی فرانسوی نیز حضور دارد. در ۱۹۱۰ جان میسفیلد نیز از پومپیئوس (پومپه) و سپتیمیوس را در نمایشنامه خود با عنوان تراژدی پومپه کبیر سخن می‌گوید. در نمایش‌نامه سزار و کلئوپاترا (۱۸۹۸) اثر جورج برنارد شاو نیز وی ظاهر می‌شود؛ به‌طوری‌که سزار وی را عفو می‌کند امّا در روم فرمان به اعدام وی می‌دهد.

## در فرهنگ مدرن
وی در بازی ویدئویی اساسینز کرید ریشه‌ها، یکی از شخصیت‌های منفی بازی به نام «جاکال» بر پایه او طراحی شده‌است.

## پانوشت‌ها
1. ↑  Beryl Rawson (۱۹۷۸). The Politics of Friendship: Pompey and Cicero. Sydney University Press. ص. ۱۷۷.
2. ↑  Gaston Maspero (۱۹۰۴). History of Egypt, Chaldea, Syria, Babylonia, and Assyria. The Grolier Society. ص. ۳۱۶-۱۹.
3. ↑  Plutarch. life of Pompey.
4. ↑  Plutarch. Vita di Cesare. ص. ۸۰.
5. ↑  Braund، S.H. Pharsalia. ج. ۸. ص. ۶۱۰.